# Rezolucija Vijeća sigurnosti UN-a 1247
Rezolucijom Vijeća sigurnosti UN-a 1247, jednoglasno usvojenom 18. lipnja 1999., nakon pozivanja na rezolucije 1031 (1995.), 1035 (1995.), 1088 (1996.), 1103 (1997.), 1107 (1997.), 1144 (1997.), 1168 (1998.), 1174 (1998.) i 1184 (1998.), Vijeće je produžilo mandat Misije Ujedinjenih naroda u Bosni i Hercegovini (UNMIBH) na razdoblje koje završava 21. lipnja 2000. i ovlastilo države koje sudjeluju u Stabilizacijskim snagama predvođenim NATO-om (SFOR) da nastave činite to sljedećih dvanaest mjeseci.
Vijeće sigurnosti istaknulo je važnost Daytonskog sporazuma (Općeg okvirnog sporazuma) i važnost koju Hrvatska, Savezna Republika Jugoslavija (Srbija i Crna Gora) i druge države moraju odigrati u mirovnom procesu u Bosni i Hercegovini. Povratak izbjeglica i raseljenih osoba bio je ključan za trajni mir u regiji.
Djelujući prema Poglavlju VII Povelje Ujedinjenih naroda, Vijeće je podsjetilo vlasti u Bosni i Hercegovini i druge na njihovu odgovornost za provedbu Daytonskog sporazuma. Naglašena je uloga Visokog predstavnika za Bosnu i Hercegovinu u praćenju provedbe. Također je dala važnost suradnji s Međunarodnim kaznenim sudom za bivšu Jugoslaviju.
Vijeće sigurnosti je pohvalilo zemlje koje sudjeluju u SFOR-u da nastave svoje operacije dodatnih dvanaest mjeseci; produljit će se i nakon ovog datuma ako to opravdava situacija u zemlji. Također je odobrio korištenje potrebnih mjera, uključujući upotrebu sile i samoobranu, kako bi se osiguralo poštivanje sporazuma i sigurnost i sloboda kretanja osoblja SFOR-a. U isto vrijeme, mandat UNMIBH-a, koji je uključivao i mandat Međunarodnih policijskih snaga (IPTF), produžen je do 21. lipnja 2000. godine. Zemlje su pozvane da osiguraju obuku, opremu i podršku lokalnim policijskim snagama u Bosni i Hercegovini.

## Vanjske poveznice
| Wikizvor | Engleski Wikizvor ima izvorni tekst na temu: United Nations Security Council Resolution 1247 |

- Text of the Resolution at undocs.org